# Atlantis (compagnia aerea)
Atlantis era una compagnia aerea charter tedesca con sede all'aeroporto di Francoforte.

## Storia
La compagnia aerea venne fondata nel 1966 come Nordseeflug Sylter Lufttransport e partì con i collegamenti di linea stagionali nello stesso anno con un Douglas DC-3 da Amburgo a Westerland.
Nel 1968 fu ribattezzata Atlantis e ricevette il permesso dal Civil Aeronautics Board per operare voli transatlantici inclusivi verso gli Stati Uniti con i Douglas DC-8. Atlantis operava anche voli charter per gruppi di affinità e voli charter verso destinazioni nel Mediterraneo con i Douglas DC-9.
Nonostante la collaborazione con diversi tour operator, la compagnia aerea cessò le operazioni il 19 ottobre 1972 a causa delle incerte prospettive finanziarie.

## Flotta
Atlantis si servì dei seguenti aerei durante la sua esistenza:
- 1 Douglas DC-3
- 1 Douglas DC-7
- 5 Douglas DC-8
- 3 Douglas DC-9